# Travis Pastrana
Travis Alan Pastrana, més conegut com a Travis Pastrana   (Annapolis, 8 d'octubre de 1983), és un pilot nord-americà de motociclisme i automobilisme especialitzat en esports extrems, com ara motocròs freestyle, supercross, motocròs i ral·lis automobilístics, disciplines en què ha guanyat medalles d'or als X Games i diversos campionats. L'any 2023 fou incorporat a l'AMA Motorcycle Hall of Fame.
A 1 de gener de 2010

## Motocròs i Supercross
Pastrana, competint sempre amb Suzuki, va guanyar el Campionat AMA de motocròs del 2000 i el Campionat AMA de supercross de la Regió Est del 2001, ambdós en 125 cc. També va formar part de l'equip dels EUA guanyador del Motocròs de les Nacions l'any 2000. El seu estil de pilotatge (alçat sobre els estreps) i la capacitat de fer combinacions de salts a gran velocitat són els seus trets més característics, i com a curiositat llueix en totes les curses el mateix número de dorsal, el 199.

### Equip de Puerto Rico
Atès que son pare, Robert Pastrana (veterà del cos de Marines dels EUA) és nadiu de Puerto Rico, Travis pot representar aquesta illa en la competició internacional. El 15 de març de 2008 va participar en els campionats llatinoamericans de Supercross organitzats a Costa Rica, classificant-se per a les finals tot derrotant el mexicà Erick Vallejo. A les finals, però, va acabar tercer darrere el pilot local Roberto Castro i de Vallejo.

### Èxits als X Games
- 1999: Guanya la primera prova de Motocròs FreeStyle mai disputada en uns X-Games i obté la puntuació més alta mai concedida (99.00 punts).
- 2000: Assoleix una altra medalla d'or.
- 2001: Tercera medalla d'or, el primer a aconseguir-ho.
- 2003: Una altra medalla d'or. És el segon pilot en aconseguir un gir de 360 graus en competició.
- 2004: S'estavella intentant un 360° a 15 metres d'altura, patint una commoció cerebral. L'endemà pot competir i assoleix una medalla d'argent, perdent l'or davant Nate Adams.
- 2005: Cinquena medalla d'or en FreeStyle.
- 2006: Tercer competidor en guanyar 3 medalles d'or en uns X Games, concretament en MotoX Best Trick, Freestyle i Rally Car.
- 2007: Medalla de bronze després de relliscar i ésser desqualificat, conservant però la medalla. Competeix en el seu primer MotoX però sense èxit.
- 2008: Medalla d'or en Ral·li
- 2009: Pateix un accident mentre fa el darrer intent d'aconseguir el truc 720º, obligant-lo a retirar-se de l'escenari.

## Ral·lis
El 2003 Pastrana va estrenar-se en competicions de ral·lis i el 2004 començà a pilotar per a l'equip Vermont SportsCar amb suport de Subaru. Ja el 2006, Pastrana signar amb Subaru per a córrer dins el Subaru Rally Team USA, amb el veterà Christian Edstrom de co-pilot.

### Temporada 2006
El 5 d'agost del 2006 Pastrana va guanyar la medalla d'or en la primera competició de ral·li dels X Games, superant el llegendari Colin McRae per 0.53 segons.
La parella Pastrana i Edstrom guanyaren el campionat absolut i open dels EUA del 2006 el 22 d'octubre d'aquell any, el primer dia del Lake Superior Performance Rally. El 31 de desembre del mateix any aconseguiren una altra victòria, concretament al Wild West Rally a Olympia, Washington.
El 13 de desembre del 2006, l'equip Subaru USA anuncià els seus plans de fer competir Pastrana en algunes curses del Campionat del Món de Ral·lis els anys 2007, 2008 i 2009. El 16 de desembre Pastrana va competir a la Race of Champions, al Stade de France de París, tot representant ell sol els EUA en la Copa de les Nacions després que les lesions forcessin a l'abandó al seu company d'equip Jimmie Johnson i el seu substitut Scott Speed.

### Temporada 2007
El 19 de febrer del 2007 el seu company Edstrom anuncià que es prenia un any sabàtic per tal de concentrar-se en la seva carrera i família. Malgrat que li fou assignat l'antic copilot de McRae Derek Ringer com a company per al 100 Acre Wood Rally de Salem (Missouri) i el Rally America, Pastrana es quedà sense un copilot substitut fix. Aquell any ja va córrer tres proves del Campionat P-WRC dins la categoria grup N, conduint un cotxe basat en el Subaru Impreza WRX STI. Entre el 9 i l'onze de març d'aquell any, Pastrana competí en el seu primer ral·li mundial al 21è Corona Rally México, acabant-hi cinquè a Grup N (el millor resultat d'un estatunidenc al WRC des que John Buffum acabés tercer al Rally Acropolis de 1988), completat amb la desena plaça al Rally Argentina i l'onzena al Rally GB. Pastrana va descriure aquesta temporada com a "horrible".

### Temporada 2008

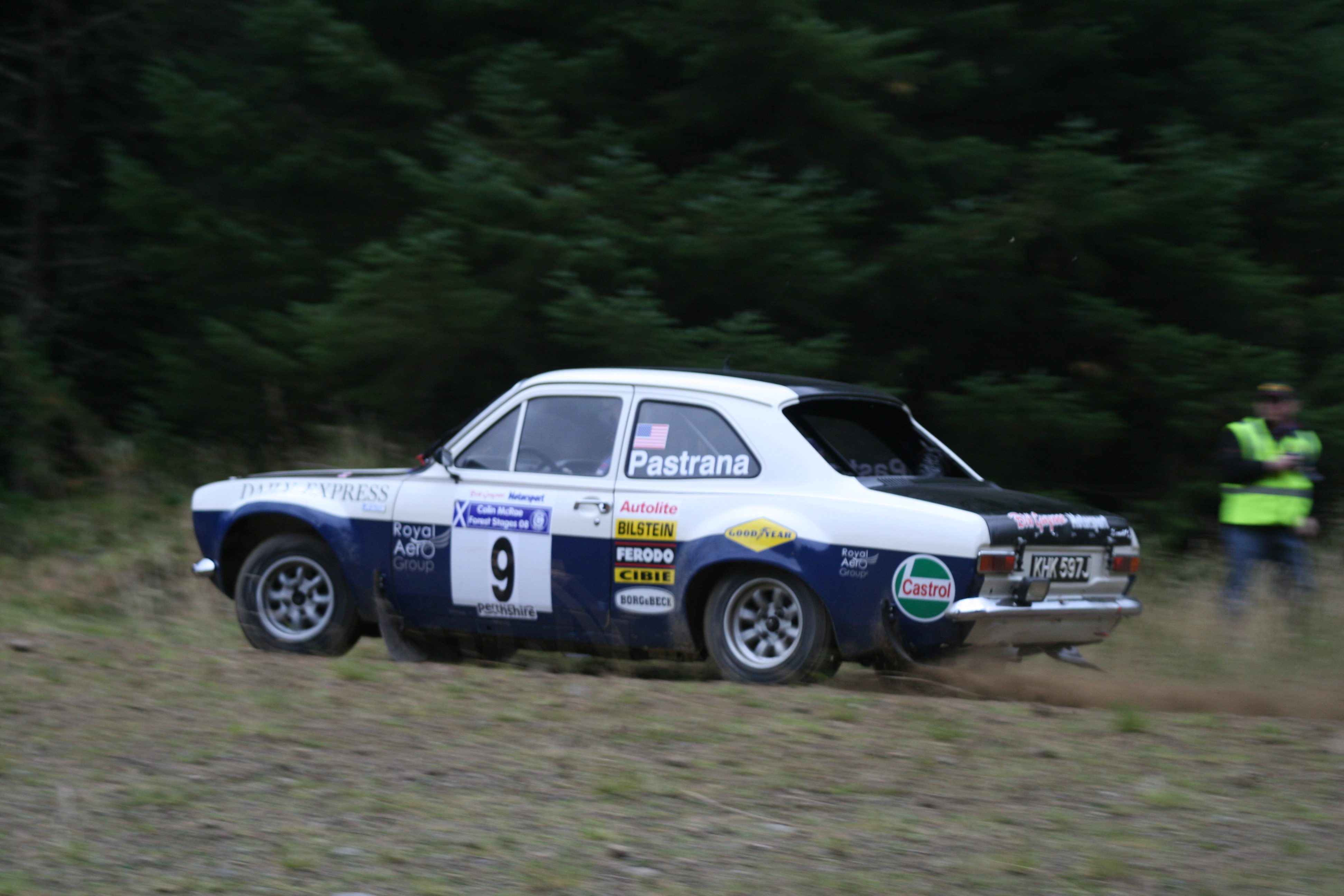
Travis Pastrana pilotant el Ford Escort Mk1 al Colin McRae Forest Stages Rally del 2008

El setembre del 2008, Pastrana va participar en el Colin McRae Forest Stages Rally, una prova del Campionat escocès de Ral·lis disputada a Perth, acompanyat de Derek Ringer a bord d'un Ford Escort RS1600 clàssic. Fou un dels diversos pilots famosos que prengueren part a la cursa en memòria de McRae, mort el 2007.
La seva temporada 2008 al P-WRC fou encara menys exitosa que la del 2007, amb una retirada seguida d'accident durant la primera etapa del Rally Argentina i una tretzena plaça al Rally Acropolis.

### Temporada 2009
El 29 d'agost del 2009 va guanyar l'Ojibwe Forests Rally, la seva cinquena victòria al Campionat dels EUA de ral·lis d'aquell any, aconseguint així el seu quart títol consecutiu de campió del campionat interestatal Rally America, un rècord en aquesta competició.

## Lesions
Travis Pastrana ha patit sovint lesions que l'han mantingut apartat de la competició durant setmanes o mesos. El seu historial mèdic inclou lesions de columna, fractures de genoll esquerre, menisc, tíbia i peroné. Ha hagut de passar per la sala d'operacions per a operar-se el polze dret, el colze dret, el canell esquerre dues vegades, l'esquena dues més, nou vegades del genoll esquerre, sis del dret i una operació d'espatlla on li instal·laren l'única peça metàl·lica que duu al cos.
Quan tenia 14 anys, Pastrana tingué una seriosa lesió mentre prenia part en una competició de motocròs freestyle, en aterrar malament d'un salt i xocar amb la part davantera de la rampa de terra, quedant-hi encastada la motocicleta que passà així de 80 a 0 km/h en menys d'un segon. Arran de l'espectacular caiguda conseqüent, la columna vertebral se li separà de la pelvis i hagué d'estar-se tres mesos en cadira de rodes.
"Vaig estar tres dies semi-inconscient, i em van fer sis transfusions de sang", digué Pastrana. Segons els metges li explicaren, abans d'ell només tres persones als EUA havien sobreviscut a una lesió d'aquesta mena. "Fou una llarga i difícil recuperació".